# Nymphe (Schiff, 1925)
Die Nymphe  war ein deutsches Seebäderschiff. Das Schiff wurde 1925 für die Stettiner Reederei Emil R. Retzlaff bei der unternehmenseigenen Ostseewerft in Frauendorf, dem heutigen Golęcino, gebaut. Baugleiches Schwesterschiff der Nymphe war die Najade.

## Geschichte
Das Schiff mit der Baunummer 10 lief im April 1925 vom Stapel. Die Ostseewerft war erst 1917 gegründet worden und hatte in den Jahren nach dem Ersten Weltkrieg erst wenige Schiffe gebaut. Die Dieselmaschine des Wasserfahrzeugs mit einer Leistung von 160 PS stammte von der Firma Gebrüder Sulzer in Ludwigshafen. Mit ihr erreichte die etwas mehr als 31 Meter lange Nymphe eine Geschwindigkeit von 10 Knoten. Anfänglich verkehrte das Fahrgastschiff auf dem Stettiner Haff zwischen Stettin und den Orten Ziegenort, Altwarp und Neuwarp. Nachdem die Reederei Retzlaff zu Beginn der 1930er Jahre in Konkurs gegangen war, wurde ihre Konkursmasse von der Stettiner Reederei Maris GmbH  übernommen, welche die Nymphe nach Portugal verkaufte. Dort wurde das Schiff unter dem Namen Rio Tejo II und später Rio Tejo Segundo bei Lissabon auf dem Tejo verwendet. Heute dient die ehemalige Nymphe in der portugiesischen Hafenstadt Seixal als Restaurantschiff.